# Diphda
Diphda (Beta Ceti, β Cet) je nejjasnější hvězda v souhvězdí Velryby. Přestože má označení „beta“, je ve skutečnosti jasnější než „alfa“ Menkar téhož souhvězdí. Jedná se o obra spektrální třídy K0. Lze jej snadno nalézt, neboť v jeho blízkosti nejsou žádné jiné jasné hvězdy. Měřením paralaxy byla zjištěna vzdálenost kolem 96,4 světelných let (29,6 parseků).

## Název
Hvězda má tradiční název Diphda („žába“; z arabského aḍ-ḍifdaʿ aṯ-ṯānī, „druhá žába“ (první žába je Fomalhaut)).
Další starší název Deneb Kaitos je rovněž arabského původu a znamená „Ocas velryby“.